# Lacon
Lacon és una població dels Estats Units a l'estat d'Illinois. Segons el cens del 2000 tenia 1.979 habitants.

## Demografia
Segons el cens del 2000, Lacon tenia 1.979 habitants, 797 habitatges, i 540 famílies. La densitat de població era de 477,6 habitants/km².
Dels 797 habitatges en un 28,1% hi vivien nens de menys de 18 anys, en un 55,6% hi vivien parelles casades, en un 7,9% dones solteres, i en un 32,2% no eren unitats familiars. En el 28,6% dels habitatges hi vivien persones soles el 15,4% de les quals corresponia a persones de 65 anys o més que vivien soles. El nombre mitjà de persones vivint en cada habitatge era de 2,35 i el nombre mitjà de persones que vivien en cada família era de 2,87.
Per edats la població es repartia de la següent manera: un 21,7% tenia menys de 18 anys, un 7% entre 18 i 24, un 25,4% entre 25 i 44, un 21,9% de 45 a 60 i un 24,1% 65 anys o més.
L'edat mediana era de 42 anys. Per cada 100 dones de 18 o més anys hi havia 83,6 homes.
La renda mediana per habitatge era de 40.203 $ i la renda mediana per família de 47.670 $. Els homes tenien una renda mediana de 36.250 $ mentre que les dones 20.694 $. La renda per capita de la població era de 18.309 $. Aproximadament el 3,6% de les famílies i el 5% de la població estaven per davall del llindar de pobresa.

## Poblacions més properes
El següent diagrama mostra les poblacions més properes.